# Giro delle Marche 1972
Il Giro delle Marche 1972, quinta edizione della corsa, si svolse il 26 luglio 1972 su un percorso di 199 km. La vittoria fu appannaggio dell'italiano Michele Dancelli, che completò il percorso in 5h00'00", precedendo i connazionali Carlo Chiappano e Primo Mori.

## Ordine d'arrivo (Top 10)
| Pos. | Corridore          | Squadra     | Tempo    |
| ---- | ------------------ | ----------- | -------- |
| 1    | Michele Dancelli   | Scic        | 5h00'00" |
| 2    | Carlo Chiappano    | Scic        | s.t.     |
| 3    | Primo Mori         | Salvarani   | a 20"    |
| 4    | Ugo Colombo        | Filotex     | s.t.     |
| 5    | Wilmo Francioni    | Ferretti    | a 30"    |
| 6    | Josef Fuchs        | Filotex     | s.t.     |
| 7    | Emanuele Bergamo   | Filotex     | s.t.     |
| 8    | Wladimiro Panizza  | Zonca       | s.t.     |
| 9    | Gösta Pettersson   | Ferretti    | s.t.     |
| 10   | Claudio Michelotto | G.B.C.-Sony | s.t.     |